# Caridina dennerli
Caridina dennerli von Rintelen & Cai, 2009 è un gamberetto di acqua dolce appartenente alla famiglia Atyidae. Il nome di questo gamberetto proviene da un'azienda tedesca (Dennerle GmbH).

## Distribuzione e habitat
Questa specie è endemica di un lago indonesiano dell'isola di Sulawesi, il Lago Matano, fino a 10 metri di profondità. Vive in zone con fondali rocciosi.

## Descrizione
Il corpo è rosso con sfumature viola, macchie bianche e zampe anteriori bianche; può diventare temporaneamente blu se il crostaceo viene spaventato. Anche le uova hanno una colorazione rossastra. Le antenne sono bianche.

## Conservazione
Questa specie viene classificata come "in pericolo" (EN) dalla lista rossa IUCN perché, anche se nel lago è abbastanza comune, ha un areale molto ristretto e viene minacciata sia dalle specie aliene (Lates niloticus, Cyprinus carpio) che dall'inquinamento.